# Portland Pirates
I Portland Pirates sono stati una squadra di hockey su ghiaccio di Portland, nel Maine, che ha milita nella American Hockey League. La franchigia nacque nel 1993 e si sciolse nel 2016, disputando i propri incontri casalinghi presso il Cumberland County Civic Center.

## Storia
I Portland Pirates nacquero in occasione della stagione 1993-94 come formazione affiliata ai Washington Capitals; la franchigia fino alla stagione precedente era nota con il nome di Baltimore Skipjacks. Il 4 agosto 1993 l'attaccante Eric Fenton fu il primo giocatore a firmare il contratto con i neonati Portland Pirates. I Pirates colmarono il vuoto lasciato dall'abbandono dei Maine Mariners, trasferitisi l'anno prima a Providence, dove cambiarono il proprio nome in Providence Bruins. La prima stagione dei Pirates si concluse con il successo della Calder Cup, dopo aver terminato la stagione con un record positivo di 43-21-10. Nel campionato 1995–96 Portland raggiunse di nuovo la finale della Calder Cup, tuttavia furono sconfitti dai Rochester Americans.
Nelle stagioni seguenti la formazione non fu più in grado di raggiungere le semifinali dei play-off, mancando nel 1999 e nel 2002 la qualificazione alla post-season. Nel 2005 i Pirates annunciarono il prolungamento dell'accordo con il Cumberland County Civic Center per cinque anni, ponendo fine alle voci di un possibile trasferimento. Nello stesso anno i Pirates si accasarono con i Mighty Ducks of Anaheim, dopo dodici stagioni trascorse nell'organizzazione dei Capitals. Dopo aver raggiunto per due volte le semifinali nel 2008 i Ducks decisero di accordarsi con gli Iowa Chops, lasciando i Pirates senza una squadra di riferimento in NHL.
Il 10 giugno 2008 i Pirates strinsero un accordo con i Buffalo Sabres. Il 10 febbraio 2009 la squadra giocò a Buffalo presso l'HSBC Arena per la prima volta davanti a 11.144 spettatori, perdendo ai rigori 4-3 contro gli Albany River Rats. L'anno successivo i Pirates disputarono altre due gare a Buffalo, entrambe contro i Rochester Americans, la squadra precedentemente affiliata ai Sabres.
Nel maggio del 2011 i Sabres a causa di un'irregolarità nell'accordo con i Pirates decisero di ritornare con i Rochester Americans, nonostante l'accordo con la squadra di Portland fosse valido fino al 2014. Il 27 giugno i Phoenix Coyotes annunciarono ufficialmente di aver stretto un accordo di collaborazione con i Pirates valido per cinque anni..
Nel maggio del 2016 venne ufficializzato il trasferimento della franchigia a Springfield nel Massachusetts dove prese il nome di Springfield Thunderbirds, con la speranza di creare una nuova squadra ECHL in città a partire dal 2017.

### Affiliazioni
Nel corso della loro storia i Portland Pirates sono stati affiliati alle seguenti franchigie della National Hockey League:
- Washington Capitals: (1993-2005)
- Chicago Blackhawks: (1998-1999)
- Mighty Ducks Anaheim: (2005-2006)
- Anaheim Ducks: (2006-2008)
- Buffalo Sabres: (2008-2011)
- Phoenix Coyotes: (2011-2015)
- Florida Panthers: (2015-2016)

## Record stagione per stagione
| Stagione         | Division    | Gare | V  | S  | P  | OTL | SOL | Punti | GF  | GS  | Piazzamento | Play-off |
| ---------------- | ----------- | ---- | -- | -- | -- | --- | --- | ----- | --- | --- | ----------- | --- |
| Portland Pirates |             |      |    |    |    |     |     |       |     |     |             | |
| 1993-94          | North       | 80   | 43 | 27 | 40 | 0   | -   | 96    | 328 | 269 | 2°          | vince 1º turno (Albany) 4-1 vince 2º turno (Adirondack) 4-2 vince Calder Cup (Moncton) 4-2                                         |
| 1994-95          | North       | 80   | 46 | 22 | 12 | 0   | -   | 104   | 333 | 233 | 2°          | perde 1º turno (Providence) 3-4 |
| 1995-96          | North       | 80   | 32 | 34 | 10 | 4   | -   | 78    | 282 | 283 | 3°          | vince 1º turno (Worcester) 3-1 vince 2º turno (Springfield) 4-2 vince semifinali (Saint John) 4-3 perde Calder Cup (Rochester) 3-4 |
| 1996-97          | New England | 80   | 37 | 26 | 10 | 7   | -   | 91    | 279 | 264 | 3°          | perde 1º turno (Springfield) 2-3                                                                                                   |
| 1997-98          | Atlantic    | 80   | 33 | 33 | 12 | 2   | -   | 80    | 241 | 247 | 3°          | vince 1º turno (Fredericton) 3-1 perde 2º turno (Saint John) 2-4                                                                   |
| 1998-99          | Atlantic    | 80   | 23 | 48 | 7  | 2   | -   | 55    | 214 | 273 | 5°          | |
| 1999-2000        | New England | 80   | 46 | 23 | 10 | 1   | -   | 103   | 256 | 202 | 2°          | perde 1º turno (Worcester) 1-3 |
| 2000-01          | New England | 80   | 34 | 40 | 4  | 2   | -   | 74    | 250 | 280 | 5°          | perde 1º turno (Saint John) 0-3 |
| 2001-02          | North       | 80   | 30 | 31 | 15 | 4   | -   | 79    | 220 | 225 | 4°          | |
| 2002-03          | North       | 80   | 33 | 28 | 13 | 6   | -   | 85    | 221 | 195 | 4°          | perde preliminari (Manitoba) 1-2                                                                                                   |
| 2003-04          | Atlantic    | 80   | 32 | 27 | 13 | 8   | -   | 85    | 156 | 160 | 5°          | vince preliminari (Providence) 2-0 perde 1º turno (Hartford) 1-4                                                                   |
| 2004-05          | Atlantic    | 80   | 34 | 34 | -  | 6   | 6   | 80    | 175 | 242 | 6°          | |
| 2005-06          | Atlantic    | 80   | 53 | 19 | -  | 5   | 3   | 114   | 306 | 241 | 1°          | vince 1º turno (Providence) 4-2 vince 2º turno (Hartford) 4-2 perde semifinali (Hershey) 3-4                                       |
| 2006-07          | Atlantic    | 80   | 37 | 31 | -  | 3   | 9   | 86    | 225 | 232 | 6°          | |
| 2007-08          | Atlantic    | 80   | 45 | 26 | -  | 5   | 4   | 99    | 238 | 215 | 3°          | vince 1º turno (Hartford) 4-1 vince 2º turno (Providence) 4-2 perde semifinali (Wilkes-Barre) 3-4                                  |
| 2008-09          | Atlantic    | 80   | 39 | 31 | -  | 3   | 7   | 88    | 249 | 239 | 3°          | perde 1º turno (Providence) 1-4 |
| 2009-10          | Atlantic    | 80   | 45 | 24 | -  | 7   | 4   | 101   | 244 | 214 | 2°          | perde 1º turno (Manchester) 0-4 |
| 2010-11          | Atlantic    | 80   | 47 | 24 | -  | 7   | 2   | 103   | 280 | 238 | 1°          | vince 1º turno (Connecticut) 4-2 perde 2º turno (Binghamton) 2-4                                                                   |
| 2011-12          | Atlantic    | 76   | 36 | 31 | -  | 4   | 5   | 81    | 223 | 254 | 3°          | |
| 2012-13          | Atlantic    | 76   | 41 | 30 | -  | 3   | 2   | 87    | 230 | 233 | 2°          | perde 1º turno (Syracuse) 0-3 |
| 2013-14          | Atlantic    | 76   | 24 | 39 | -  | 3   | 10  | 61    | 222 | 284 | 5°          | |
| 2014-15          | Atlantic    | 76   | 39 | 28 | -  | 7   | 2   | 87    | 203 | 190 | 4°          | perde 1º turno (Manchester) 2-3 |
| 2015-16          | Atlantic    | 76   | 41 | 27 | -  | 6   | 2   | 90    | 215 | 207 | 3°          | perde 1º turno (Hershey) 2-3 |

## Divise storiche
| Casalinga 2011-15 | Trasferta 2011-15 |

## Record e statistiche

### Stagione regolare
Gol: 41  Michel Picard (1993-94)
Assist: 73  Jeff Nelson (1993-94)
Punti: 107  Jeff Nelson (1993-94)
Minuti di penalità: 355  Mark Major (1997-98)
Media gol subiti: 1.99  Maxime Ouellet (2003-04)
Parate %: .930  Maxime Ouellet (2003-04)

### Individuali
Gol: 147  Kent Hulst
Assist: 224  Andrew Brunette
Punti: 360  Kent Hulst
Penalità in minuti: 797  Kevin Kaminski
Vittorie: 79  Martin Brochu
Shutout: 17  Maxime Ouellet
Partite giocate: 473  Maxime Ouellet

## Palmarès

### Premi di squadra
- Calder Cup: 1

1993-1994
- Emile Francis Trophy: 1

2005-2006
- Frank Mathers Trophy: 1

2005-2006
- Richard F. Canning Trophy: 2

1993-1994, 1995-1996

### Premi individuali
- Aldege "Baz" Bastien Memorial Award: 2

Jim Carey: 1994-1995
Martin Brochu: 1999-2000
- Dudley "Red" Garrett Memorial Award: 5

Jim Carey: 1994-1995
Jaroslav Svejkovský: 1995-1996
Nathan Gerbe: 2008-2009
Tyler Ennis: 2009-2010
Luke Adam: 2010-2011
- Fred T. Hunt Memorial Award: 2

Kent Hulst: 2000-2001
Chris Ferraro: 2002-2003
- Harry "Hap" Holmes Memorial Award: 1

Olaf Kölzig e Byron Dafoe: 1993-1994
- Jack A. Butterfield Trophy: 1

Olaf Kölzig: 1993-1994
- Les Cunningham Award: 1

Martin Brochu: 1999-2000
- Louis A. R. Pieri Memorial Award: 3

Barry Trotz: 1993-1994
Glen Hanlon: 1999-2000
Kevin Dineen: 2005-2006